# Sportvagns-VM 2018-19
Sportvagns-VM 2018-19 (en. 2018-19 FIA World Endurance Championship) är den sjunde säsongen av internationella bilsportförbundet FIA:s världsmästerskap i sportvagnsracing. Mästerskapet omfattar 8 deltävlingar.

## Tävlingskalender
| Datum            | Tävling               | Segrare LMP1 Team                               | Segrare LMP2 Team                                  | Segrare LMGTE Pro Team                           | Segrare LMGTE Am Team                            |
| Datum            | Tävling               | Segrare LMP1 Förare                             | Segrare LMP2 Förare                                | Segrare LMGTE Pro Förare                         | Segrare LMGTE Am Förare                          |
| ---------------- | --------------------- | ----------------------------------------------- | -------------------------------------------------- | ------------------------------------------------ | ------------------------------------------------ |
| 5 maj 2018       | Spa 6-timmars         | Toyota Gazoo Racing                             | Jackie Chan DC Racing                              | Ford Chip Ganassi Team UK                        | Aston Martin Racing                              |
| 5 maj 2018       | Spa 6-timmars         | Fernando Alonso Sébastien Buemi Kazuki Nakajima | Ho-Pin Tung Gabriel Aubry Stéphane Richelmi        | Billy Johnson Stefan Mücke Olivier Pla           | Paul Dalla Lana Pedro Lamy Mathias Lauda         |
| 16-17 juni 2018  | Le Mans 24-timmars    | Toyota Gazoo Racing                             | Signatech Alpine Matmut                            | Porsche GT Team                                  | Dempsey-Proton Racing                            |
| 16-17 juni 2018  | Le Mans 24-timmars    | Fernando Alonso Sébastien Buemi Kazuki Nakajima | Nicolas Lapierre André Negrão Pierre Thiriet       | Michael Christensen Kévin Estre Laurens Vanthoor | Julien Andlauer Matt Campbell Christian Ried     |
| 19 augusti 2018  | Silverstone 6-timmars | Rebellion Racing                                | Jackie Chan DC Racing                              | AF Corse                                         | Dempsey-Proton Racing                            |
| 19 augusti 2018  | Silverstone 6-timmars | Mathias Beche Thomas Laurent Gustavo Menezes    | Ho-Pin Tung Gabriel Aubry Stéphane Richelmi        | James Calado Alessandro Pier Guidi               | Julien Andlauer Matt Campbell Christian Ried     |
| 21 oktober 2018  | Fuji 6-timmars        | Toyota Gazoo Racing                             | Jackie Chan DC Racing                              | Porsche GT Team                                  | Team Project 1                                   |
| 21 oktober 2018  | Fuji 6-timmars        | Mike Conway Kamui Kobayashi José María López    | Jazeman Jaafar Nabil Jeffri Weiron Tan             | Michael Christensen Kévin Estre                  | Jörg Bergmeister Patrick Lindsey Egidio Perfetti |
| 18 november 2018 | Shanghai 6-timmars    | Toyota Gazoo Racing                             | Jackie Chan DC Racing                              | Aston Martin Racing                              | Dempsey-Proton Racing                            |
| 18 november 2018 | Shanghai 6-timmars    | Mike Conway Kamui Kobayashi José María López    | Ho-Pin Tung Gabriel Aubry Stéphane Richelmi        | Marco Sørensen Nicki Thiim                       | Julien Andlauer Matt Campbell Christian Ried     |
| 15 mars 2019     | Sebring 1000 miles    | Toyota Gazoo Racing                             | Jackie Chan DC Racing                              | Porsche GT Team                                  | Dempsey-Proton Racing                            |
| 15 mars 2019     | Sebring 1000 miles    | Fernando Alonso Sébastien Buemi Kazuki Nakajima | David Heinemeier Hansson Jordan King Will Stevens  | Gianmaria Bruni Richard Lietz                    | Julien Andlauer Matt Campbell Christian Ried     |
| 4 maj 2019       | Spa 6-timmars         | Toyota Gazoo Racing                             | DragonSpeed                                        | Aston Martin Racing                              | Dempsey-Proton Racing                            |
| 4 maj 2019       | Spa 6-timmars         | Fernando Alonso Sébastien Buemi Kazuki Nakajima | Anthony Davidson Roberto González Pastor Maldonado | Alex Lynn Maxime Martin                          | Matt Campbell Riccardo Pera Christian Ried       |
| 15-16 juni 2019  | Le Mans 24-timmars    | Toyota Gazoo Racing                             | Signatech Alpine Matmut                            | AF Corse                                         | Team Project 1                                   |
| 15-16 juni 2019  | Le Mans 24-timmars    | Fernando Alonso Sébastien Buemi Kazuki Nakajima | Nicolas Lapierre André Negrão Pierre Thiriet       | James Calado Alessandro Pier Guidi Daniel Serra  | Jörg Bergmeister Patrick Lindsey Egidio Perfetti |

## Slutställning
| Klass | Förare                                          | Märke   | Team                |
| ----- | ----------------------------------------------- | ------- | ------------------- |
| LMP1  | Fernando Alonso Sébastien Buemi Kazuki Nakajima |         | Toyota Gazoo Racing |
| LMGTE | Michael Christensen Kévin Estre                 | Porsche |                     |